# Mala Bahacivka, Krîve Ozero
Mala Bahacivka (în ucraineană Мала Багачівка) este un sat în comuna Bahacivka din raionul Krîve Ozero, regiunea Mîkolaiiv, Ucraina.

## Demografie
Componența lingvistică a localității Mala Bahacivka
     Ucraineană (100%)
Conform recensământului din 2001, toată populația localității Mala Bahacivka era vorbitoare de ucraineană (100%).